# 清白者
《清白者》是一套1976年的意大利-法國合拍電影，是意大利導演盧切諾·維斯康堤的最後遺作，直至他逝世後才上映。電影改編自加布里埃爾·鄧南遮的同名小說《無辜》。

## 劇情
故事設置在19世紀末期，奢華的義大利上流社會，風流富有的貴族杜力歐雖然已有嬌妻茱莉安娜，卻依然公開與伯爵夫人泰瑞莎偸情。倍感孤獨的茱莉安娜結識了一名作家並意外懷上他的孩子，杜力歐得知後大受打擊又惱怒，用盡一切辦法想挽回妻子，但悲劇已籠罩在激情之上......

## 主要角色
- 眞安卡奴·眞安里尼（英语：Giancarlo Giannini） 飾 杜力歐
- 羅拉·安妲妮梨（英语：Laura Antonelli） 飾 茱莉安娜
- 珍妮花·奧妮露（英语：Jennifer O'Neill） 飾 泰瑞莎

## 外部連結
- 互联网电影数据库（IMDb）上《清白者》的资料（英文）
- AllMovie上《清白者》的资料（英文）
- 爛番茄上《清白者》的資料（英文）
- 開眼電影網上《清白者 （页面存档备份，存于）》的資料 （繁體中文）
- 香港外語電影資料網上《清白者 （页面存档备份，存于）》的資料 （繁體中文）
- 豆瓣上《清白者 （页面存档备份，存于）》的資料 （简体中文）
- YouTube上《清白者》的中文預告片 （繁體中文）